# Gipsabdruck
Der Gipsabdruck (auch Gipsabguss) ist eine Art des Abformens dreidimensionaler Objekte, beispielsweise Körperteile (Körperabformung). Der Gipsabguss ist eine der ältesten Kulturtechniken der Menschheit und seit dem Altertum ein Hilfsmittel der Bildhauer. Der besondere Reiz dieser Technik liegt in seiner Genauigkeit und Detailtreue. Manchmal haben die wertvollen historischen Formen ihr zerstörtes, verschollenes oder verwittertes Original überdauert und geben einen Erhaltungszustand wieder, der am Original unwiederbringlich verloren gegangen ist.

## Beschreibung
Der Werkstoff Gips eignet sich gut dazu, Feinheiten (historischer) Originalobjekte wiederzugeben. Für die Herstellung der Kunstrepliken wird eine spezielle Rezeptur aus hochwertigem Alabaster-Gips verwendet. Das Anfertigen der Repliken aus alten Formen ist kompliziert und zeitaufwendig. Die Formen werden vor dem Abguss in einer Vielzahl einzelner Komponenten zusammengefügt und nachträglich modelliert.

## Geschichte
In der Antike wurden Gipsabgüsse als eigenständige Kunstwerke betrachtet. Mit den Abgüssen griechischer und römischer Werke konnte man sich im Atelier das Ideal der Antike vor Augen führen. Doch die frühe Neuzeit nahm nicht die gesamte Antike zum Vorbild, sondern formte einen klassischen Kanon, der durch Gipsabgüsse in den Kunstakademien geprägt und weitergetragen wurde.
Im 18. Jahrhundert verhalfen die Abguss-Sammlungen der Kunstakademien und der höfischen Antikensäle den Aufstieg der Wissenschaft: die gesammelten antiken Werke ermöglichten den Vergleich und damit die Einordnung, Klassifizierung und die Entwicklung einer Stilgeschichte. Zahlreiche Universitäten erkannten, dass sich konkrete Antikenstudien besser mit Abgüssen als mit den zuvor verwendeten Kupferstichen vornehmen lassen, und gründeten wissenschaftliche Abguss-Sammlungen. Die Abgüsse kamen in die Museen fanden und im 19. Jahrhundert wurden ihnen eigene Abteilungen gewidmet. Die Gründung der Berliner Gipsformerei im Jahr 1819 erfolgte aus diesem Geist heraus.

## Masken-Herstellung
Masken werden oft mit Gipsbinden hergestellt. Das Gesicht wird mit einer fetthaltigen Creme geschützt. Darüber werden feuchte Gipsbinden konturgenau aufgelegt. Achtung: Nasenlöcher müssen frei bleiben. Die Gipsbinde wird etwa 2 Sekunden in kaltes Wasser getaucht. Dabei entwickelt sich Wärme. Die Verarbeitungszeit beträgt wenige Minuten. Nach dem Trocknen wird die rohe Maske abgenommen. Die Ränder werden beschnitten, der Mund und die Augen werden ausgeschnitten. Die Maske kann dann weiter bearbeitet werden. Zur Unterstützung kann eine Armierung aus Kaninchendraht in den Gips gebettet werden. Die Oberfläche kann bemalt oder beklebt werden, etwa mit Stoff, Papier, Bastfaser, Wolle oder Hobelspänen. Natürlich können auch andere Körperteile abgeformt werden (siehe nächstes Kapitel).
Bei anderen Verfahren dient die Gipsmaske als Form, beispielsweise für GFK-Masken oder für Latex-Masken.

Gips-Maske
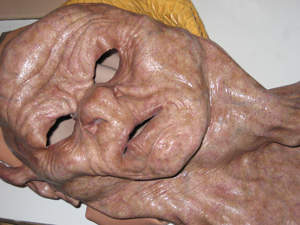
Latex-Maske

## Gipsabdruck vom Babybauch
Der Trend der Anfertigung von Gipsabdrücken vom Babybauch kommt ursprünglich aus den Vereinigten Staaten und wurde seit 2001 durch die Berliner Künstlerin Anja von Behr im deutschsprachigen Raum popularisiert. Als wichtiges Vorbild galten etwa Arbeiten der New Yorker Künstlerin Kiki Smith, deren Kunstwerk Shield den Leibesumfang einer schwangeren Frau im 8. Monat zeigte.
Bei der Herstellung des Rohlings, einer sogenannten Bauchmaske, wird anhand von Gipsbinden (idealerweise Artexgewebe) vom Babybauch in der Schwangerschaft abgeformt. Dies wird meist vier bis sechs Wochen vor dem errechneten Entbindungstermin gemacht. Der Oberkörper sollte ausreichend mit Vaseline eingefettet werden, um Verletzungen zu vermeiden. Es kann sowohl das Negativ (von außen) bearbeitet und geglättet werden, oder aber man verwendet das Positiv (innen). Letzteres ergibt einen absolut detailgetreuen Abguss des schwangeren Oberkörpers.

## Gipsabdruck als Erinnerungsstück

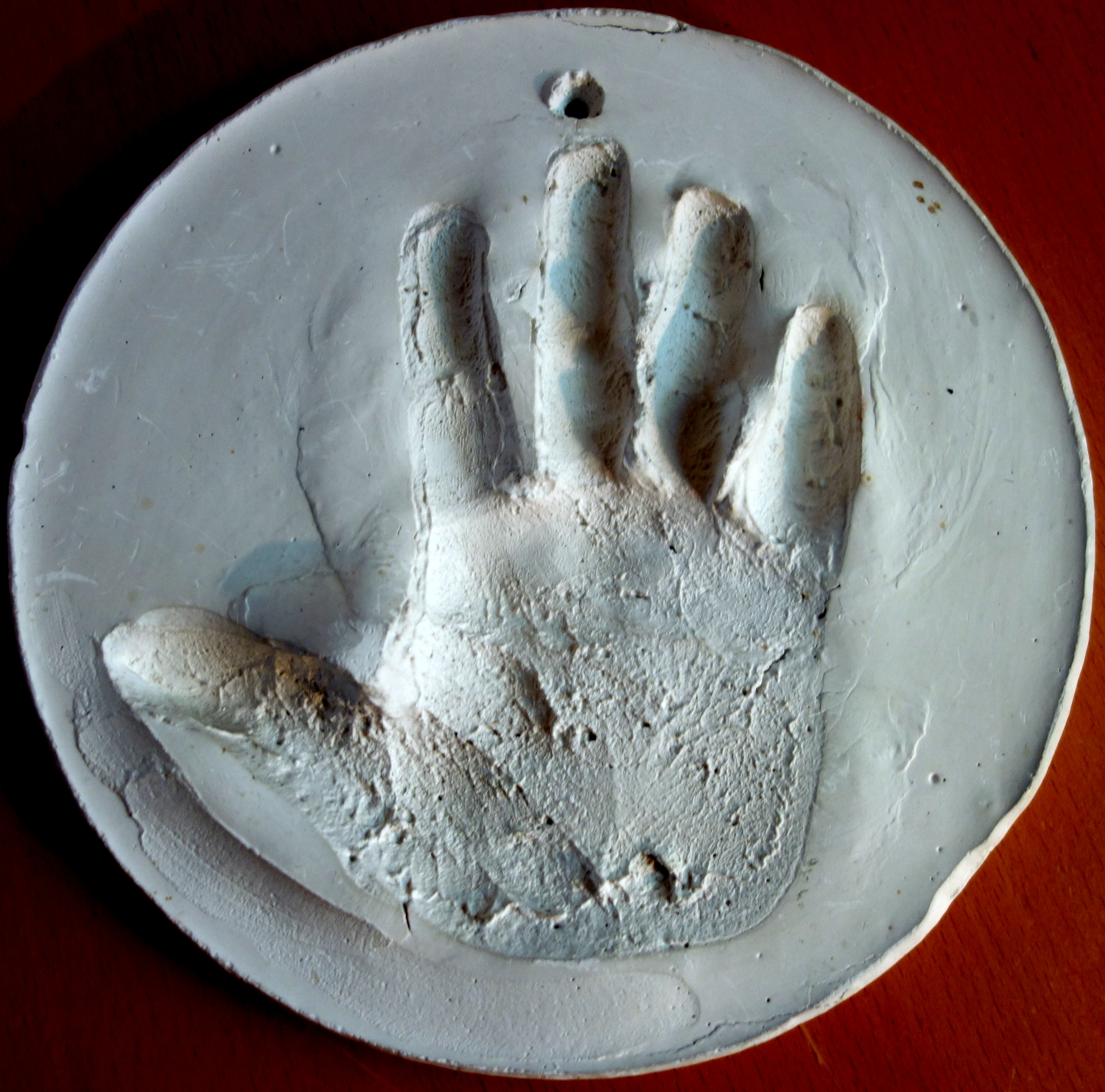
Handabdruck in Gips

Ein Handabdruck eines Babys oder Kleinkindes in Gips wird zur Erinnerung an die Kindheit angefertigt. Je nach Form des betreffenden Rohlings kann der fertige Abdruck z. B. als Wandrelief verwendet werden.

## Orthopädie
Ein Gipsabdruck gibt dem Orthopädieschuhmacher oder Bandagisten eine genaue dreidimensionale Vorlage für die Herstellung einer Fußeinlage.
Unterschieden werden zwei Möglichkeiten:
Belastet
Der Patient tritt in einen Schaumstoff, ähnlich einem Steckschaum beim Floristen, diese Negativ-Abdrücke seiner Füße werden mit Gips ausgefüllt, es entsteht ein Positiv-Modell.
Unbelastet
Die Füße hängen frei, werden mit Gipsbinden umwickelt, nachdem der Gips abgebunden hat, kann das Negativ-Modell ähnlich einem Schuh vom Fuß abgezogen werden. Diese Negativ-Form wird nun mit einem Trennmittel behandelt (z. B. Ausschwenken  mit unverdünntem Spülmittel) und mit Gips ausgegossen. Das so erhaltene Positiv-Modell dient nun als Grundlage zur Erstellung der Einlagen.

## Zahnmedizin
Philipp Pfaff veröffentlichte 1756 das erste Lehrbuch über Zahnmedizin in deutscher Sprache: „Abhandlungen von den Zähnen des menschlichen Körpers und deren Krankheiten“. Er beschrieb dort unter anderem die Abformung des Kiefers mit Siegelwachs, wobei der erstmals mit Gips ausgegossene Abdruck als Modell zur Herstellung von Zahnersatz diente. 1840 beschleunigten die Amerikaner L. Gilbert und W. H. Dwinelle die Abbindung des Gipses durch Zusätze von Salzen und verwandelten ihn damit zu einem geeigneten Abformmaterial, dem Abformgips. Gips fand dadurch beim funktionellen Gipsabdruck bei zahnlosen Patienten Anwendung. Der ausgehärtete Abdruck wird stückweise im Mund herausgebrochen und dann wieder zusammengesetzt. Anschließend wird der Gipsabdruck isoliert und das Modell hergestellt. Der Gipsabdruck wurde durch die Entwicklung von Polyäther- und Silikonmaterialien abgelöst, findet aber immer noch Anwendung bei Abformungen für eine Zahnprothese bei einem durch Knochenabbau entstandenen, sogenannten Schlotterkamm.

## Tierspuren
Tierspuren (Trittsiegel), Fußabdrücke werden mit einem Gipsabdruck abgenommen. Dabei legt man um den Abdruck einen Rahmen aus einem Kartonstreifen, und gießt diesen mit flüssigem Gips aus. Nach dem Trocknen kann der Gipsabdruck sorgfältig abgehoben werden.

## Reifenabdruck
Früher wurden in der Kriminalistik bei der Spurensicherung Reifenspuren im Boden mit einem Gipsabdruck abgenommen.
Ein anderes Maßabnahmeverfahren ist der Blauabdruck.